# Pieter Boncquet
Pieter Boncquet (Kachtem, 28 april 1850 - Parijs, 6 februari 1884) was een Belgisch beeldhouwer.

## Leven
Hij werd geboren op 28 april 1850 als oudste zoon in een gezin van negen kinderen. Zijn vader, Joannes Boncquet (1812 - 1879) was linnenwever, zijn moeder Coleta Haesebrouck (1821 - 1885) was spinster. Zijn jongste broer, Henri Boncquet (Ardooie 1868 – Brussel 1908) was eveneens beeldhouwer.

Dankzij locale mecenassen onder wie de pastoor van Ardooie kon hij lessen volgen aan de Academie voor Schone Kunsten in Roeselare. Hij werkte ook een tijd in het atelier van Clément Carbon waar kerkmeubilair werd vervaardigd.
Vervolgens studeerde hij aan de Koninklijke Academie voor Schone Kunsten in Antwerpen. Hij leerde er onder meer Edward De Jans kennen die een portret van hem schilderde (thans in privébezit). De gemeente Ardooie steunde hem financieel door in 1871 een jaartoelage van 200 frank toe te kennen voor een termijn van zes jaar.

In 1877 nam hij deel aan de wedstrijd voor de Prijs van Rome. In de voorbereidende proef eindigde hij als derde, waardoor hij kon deelnemen aan de finale proef. Dat jaar was de opdracht voor het eerst geen bas-reliëf, maar een beeld met als thema “Een Gallische aanvoerder, krijgsgevangene van de Romeinen”. De eerste prijs ging naar Julien Dillens. Pieter viel buiten de prijzen.

In 1882 nam hij deel aan de wedstrijd die was uitgeschreven door de stad Brugge voor een beeld van Jan Breydel en Pieter de Coninck op de Grote Markt. Hij werd vierde en ontving hiervoor een premie van 3000 frank. Winnaar werd Paul De Vigne.

Vanaf 1882 trok hij naar Parijs om er te werken in Maison Raffl, een atelier van neogotisch kerkmeubilair. In 1884 stierf hij er evenwel aan een longontsteking, nauwelijks 34 jaar oud.

## Werken
- Ontwerp monument Breydel en De Coninck, 1882, hout en gips, gemeente Ardooie
- Buste Pieter De Coninck, 1882, gips, gemeente Ardooie
- Adriaan Willaert (ca. 1490-1562), 1880, gips, gemeente Roeselare
- Arnout Van Geluwe (1604-1675), gips, 4 exemplaren, met opschrift: “Arnout Van Geluwe, Vlaemschen Boer, 1604, Kiest een voor al”, privébezit
- H. Barbara, gips, brandweercentrale Ardooie
- Kruisbeeld, 1879, hout, Sint-Martinuskerk, Ardooie
- O.-L.-Vrouw retabel, hout, polychroom, Sint-Martinuskerk, Ardooie (werd in 1949 omgebouwd)
- Sint Pieter, hout en steen, Sint-Jan Baptist ten Begijnhofkerk, Brussel
- Paulus van Tarsus, hout en steen, Sint-Jan Baptist ten Begijnhofkerk, Brussel